# Lac Franquelin
Lac Franquelin är en sjö i Kanada.   Den ligger i regionen Côte-Nord och provinsen Québec, i den östra delen av landet, 700 km nordost om huvudstaden Ottawa. Lac Franquelin ligger 393 meter över havet.
I omgivningarna runt Lac Franquelin växer i huvudsak blandskog. Trakten runt Lac Franquelin är nära nog obefolkad, med mindre än två invånare per kvadratkilometer.